# Розовый голубь
Ро́зовый го́лубь (лат. Nesoenas mayeri) — редкая птица семейства голубиных. Видовое латинское название дано в честь немецкого физиолога Августа Майера (1787—1865).
Единственный современный эндемичный вид голубей острова Маврикий. Ранее на Маскаренских островах — Маврикии, Реюньоне и Родригесе — обитало 12 эндемичных видов голубей, включая дронта (Raphus cucullatus). Все они, за исключением розового голубя, вымерли за четыре столетия после прибытия на острова людей — из-за охоты, вырубки лесов и хищничества завезённых млекопитающих.

## Описание
Розовый голубь достигает длины от 36 до 38 см и весит от 320 до 350 г. Шея у него средней длины, голова небольшая, круглая. Крылья от тёмно-серого до тёмно-коричневого цвета, первостепенные маховые перья несколько темнее. Веерообразный хвост красно-коричневый. Остальное оперение бледно-розового цвета. Сильный и на конце слегка утолщённый клюв имеет светло-красное основание и вершину от белого до бледно-розового цвета.  Лапы светло-красные, с четырьмя пальцами: один короткий и три длинных, с сильными когтями. Окологлазничное кольцо красное, радужины тёмно-жёлтой окраски.

## Распространение
Розовый голубь обитает только на юге Маврикия и на восточном побережье острова Иль-о-Эгрет.

## Образ жизни
Розовый голубь питается листьями, плодами, цветками, семенами и почками как местных, так и завезённых растений. Самки издают короткое, носовое «хоо-хоо», самцы громко воркуют «кооо». Гнездо из веток обе птицы сооружают в кроне дерева. Самка откладывает, как правило, два яйца.

## Охрана и угрозы
Главные угрозы — выкорчёвывание лесов и завезённые людьми животные, такие как чёрная крыса, обыкновенный мангуст, кошка и яванский макак. Сильные штормы могут сокращать популяцию розового голубя. Так, в 1960-м, в 1975-м и 1979 годах из-за циклонов погибла примерно половина всех розовых голубей. Местное население острова не представляет угрозы для розовых голубей, поскольку аборигены убеждены, что эти птицы иногда поедают ядовитые плоды дерева фангамы, а значит, употреблять в пищу их мясо небезопасно.

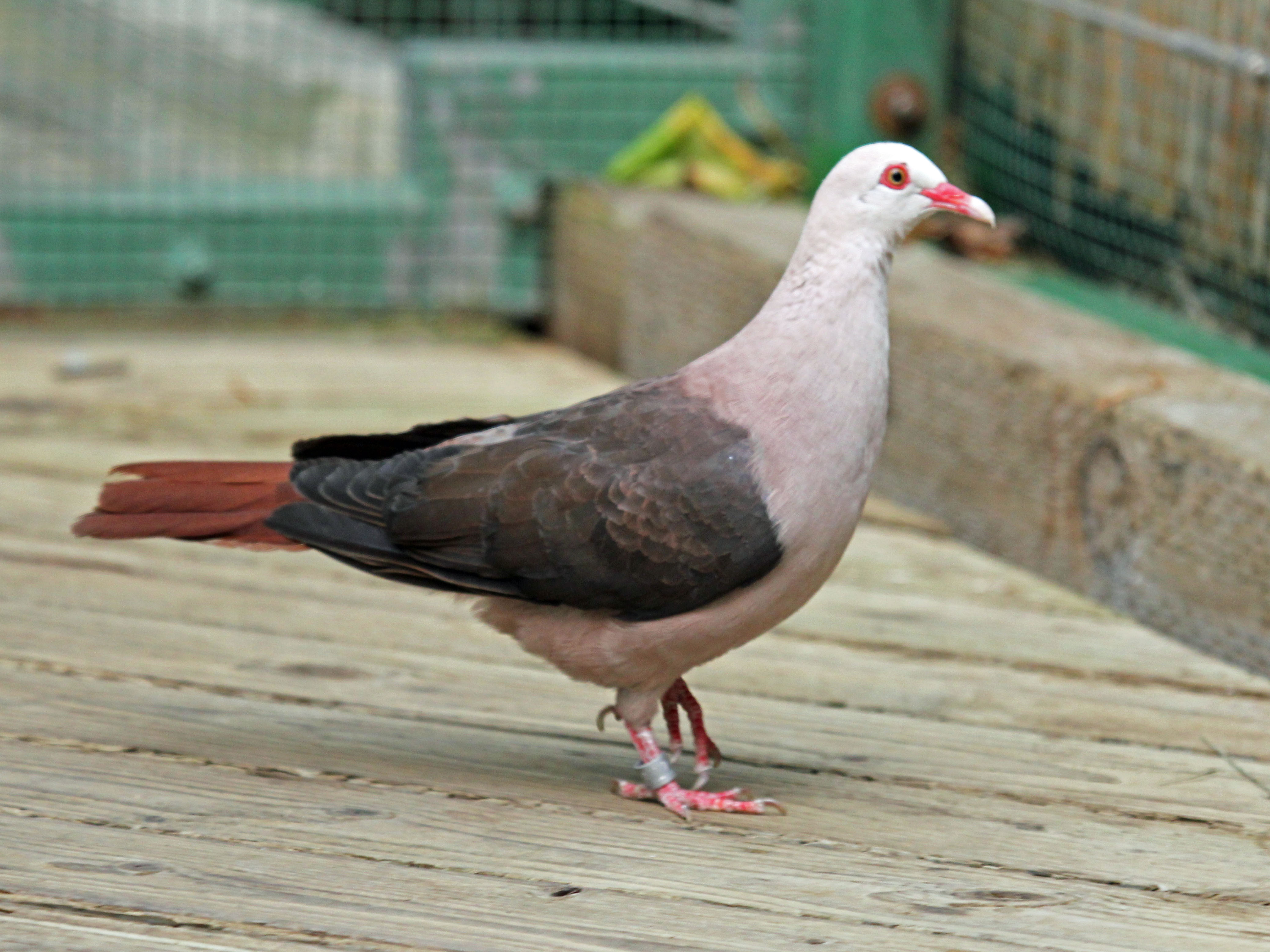

Уже в 1830 году популяция оценивалась как находящаяся в критичном состоянии. В 1991 году количество птиц снизилось до 10 особей. В 1970 году розовых голубей впервые содержали в неволе — на Маврикии и в зоопарке острова Джерси. Были созданы и другие группы разведения в зоопарках, среди которых стоит отметить птичий парк «Вальсроде». В 2001 году в природе насчитывалось 350 особей (в пяти популяциях), после того как на волю выпустили выращенных в неволе птиц.

## Систематика
Розового голубя как вид Columba mayeri относили раньше к роду голуби (Columba), а позже выделили в собственный род Nesoenas. Дальнейшие исследования, включая анализ ДНК, показали, что ближайшим родственным видом является мадагаскарская горлица, после чего розового голубя отнесли к роду горлиц. Позже эти два вида всё же выделили в отдельный род, которому по принципу приоритета дали название Nesoenas.